# Trần Ngọc Sơn (cầu thủ bóng đá, sinh 2003)
Trần Ngọc Sơn (sinh ngày 27 tháng 1 năm 2003) là một cầu thủ bóng đá người Việt Nam hiện đang thi đấu ở vị trí tiền vệ cho câu lạc bộ Thép Xanh Nam Định tại V.League 1.

## Danh hiệu
Thép Xanh Nam Định
- V.League 1: 2023–24